# Purdah
Purdah (gardin på urdu och hindi) är ett kulturellt/religiöst koncept som går ut på att kvinnor inte ska bli sedda av främmande män. Purdah omfattar både könssegregering och att kvinnor ska täcka sina kroppar och dölja sina former. Purdah förekommer i muslimska kulturer samt bland hinduer.

## Utövande
Fysisk segregering i en byggnad kan åstadkommas med hjälp av väggar, skärmar eller draperier. En kvinna som iakttar purdah begänsar även sina aktiviteter utanför sitt hem. Burkan är ett vanligt plagg för den som iakttar purdah.
Under talibanernas tid vid makten i Afghanistan var alla kvinnor tvungna att hålla sig strikt till purdah på alla offentliga platser. I Saudiarabien är kvinnor generellt inte välkomna på restauranger om restaurangen inte har en särskild "familjeavdelningar".

## Kritik
Purdah har kritiserats både från väst och av muslimer och hinduer. 1905 kritiserade den bengaliska muslimska feministen Rokeya Sakhawat Hussain purdah i sin novell Sultanas dröm. Den brittiske konvertiten till islam Marmaduke Pickthall fördömde purdah i en föreläsning 1925.